# سبيطلة
سبيطلة (وردت في بعض الكتب باسم سفيطلة) هي مدينة في وسط غربي تونس، ومركز معتمدية سبيطلة بولاية القصرين. في 21 جوان 1956، كانت المدينة مركز ولاية سبيطلة قبل تغيير مركز الولاية إلى القصرين ومعه تغير اسم الولاية. يبلغ عدد سكان سبيطلة 20,253 ساكن حسب إحصائيات سنة 2004. وتشتهر بموقعها الأثري الذي يجسِّد تعاقب الحضارات النوميدية والرومانية والبيزنطية عليها، كما أنها نقطة انطلاق الفتح الإسلامي لشمال أفريقيا وما يليه ومسرح صراع الجيش الأمريكي وجيش ألمانيا النازية أثناء ما يعرف بمعركة القصرين في الحرب العالمية الثانية. تعد المدينة إحدى أهم الجهات المنتجة للنفط والماء في تونس.

## التأسيس
غالب الاحتمال أن مدينة سفيطلة الرومانية تأسست في نفس الفترة التي ظهرت فيها حيدرة وسليوم وتلابت بعد أن تمكن الرومان من إخضاع جهة الوسط التي شهدت قبل ذلك ثورة الأمازيغي تاكفاريناس. إنَّ أقدم الآثار في المدينة إلى حد الكشوفات الحالية تعود إلى عهد الإمبراطور الروماني فلافيوس فسباسيانوس الذي دام حكمه من سنة 69 إلى 79 ميلادي.

## التاريخ
كانت عاصمة دولة أمازيغية كاثوليكية تابعة لروما ثم للقسطنطينية فتحها عبد الله بن أبي السرح في غزوة شارك فيها سبعة قادة يسمى كل منهم عبد الله فأطلق على تلك الغزوة حملة العبادلة السبعة التي قتل فيها عبد الله بن الزبير الملك جرجير لتفتح البلاد للمسلمين تماما. بها آثار رومانية وبيزنطية كثيرة وتتميز باحتوائها لمعبد الثالوث المقدس عند الرومان فينوس وجوبيتر.

### التاريخ الروماني والبيزنطي
كان يسكن المدينة قبائل رُحل حتى قدم الفيلق الروماني ليجيو أوغوستا الثالث وتأسيسه لمخيم في أميدرة. ومع استسلام زعيم الأمازيغ تاكفاريناس، وقع تأمين المدينة وتعميرها في فترة حكم الإمبراطور فلافيوس فسباسيانوس وإبنه في الفترة الممتدة بين 67 و 69. وتثبت الآثار المتبقية أن المدينة عاشت فترة طويلة من الازدهار طوال القرن الثاني، تجلت في ازدهار إنتاج الزيتون دعمه العامل المناخي الملائم لهذه الزراعة في الجهة. كما دعم العثور على آثار معاصر لزيت الزيتون خلاصة هذا الازدهار، الذي دعم تشيد المباني الهامة والمنتديات الكبيرة.
شهدت المدينة تراجع في أواخر الإمبراطورية، انتهت بمحاصرتها واحتلالها من قبل الوندال، وهو ما تجسد في وجود معابد مخصصة لآلهة الأمازيغ. عرفت المدينة فترة جديدة من العظمة والازدهار بقدوم البيزنطيين. بلغ عدد سكان سفيطلة، التي كان مفترق طرق تجاري هام في قلب بيزنطة، عشرات الآلاف نسمة. وهي إحصائيات تقديرية اعتمدت على مساحة الموقع الأثري، وقنوات تدفق المياه التي تزود المدينة، والقادرة على نقل 13 ألف متر مكعب في اليوم. وفي 647، كانت المدينة مسرح معركة كبيرة بين الأمازيغ والبيزنطيين والخلفاء الراشدون.

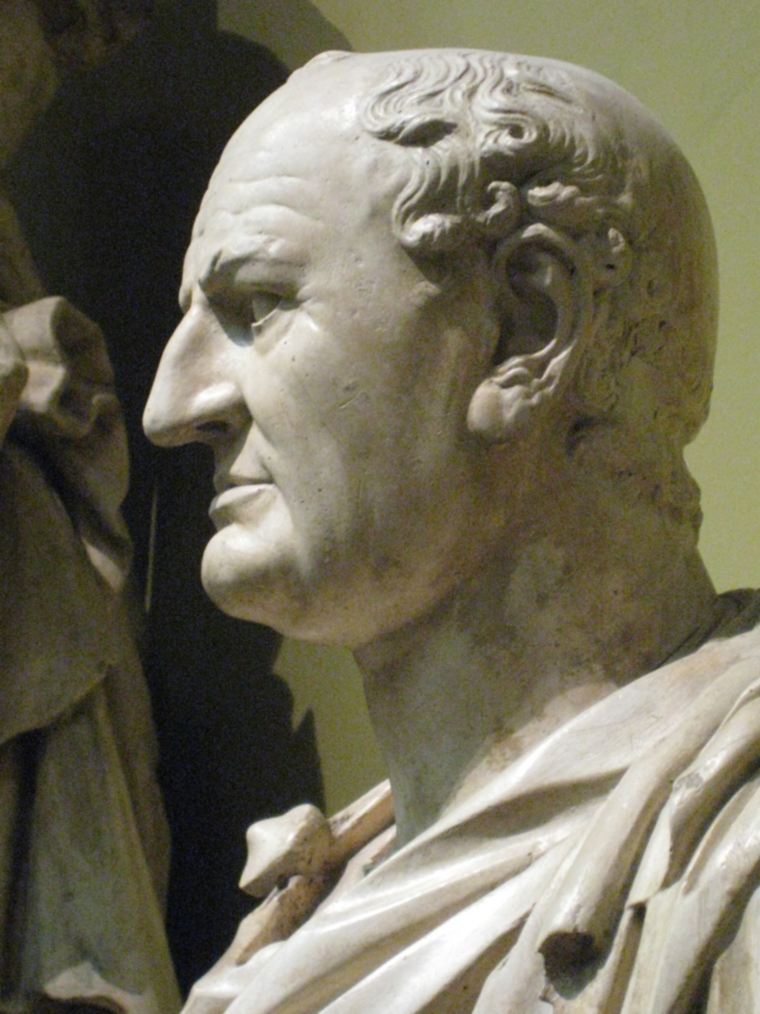
تمثال فلافيوس فسباسيانوس، متحف بوشكين، موسكو.

### التاريخ الإسلامي
إنطلق التاريخ الإسلامي لمدينة سبيطلة بعد الفتوحات الإسلامية تحت خلافة عثمان بن عفان، في ما يسمى بحملة العبادلة السبعة. وذكرها لاحقا المؤرخون والجغرافيون المسلمون كالإدريسي وأبو العباس اليعقوبي وغيرهم. حيث قال فيها صاحب معجم الأعلام: «سُبَيْطِلَة: بضم أوله وفتح ثانيه وياءٍ مثناة من تحت وطاءٍ مكسورة ولام، مدينة من مُدُن إفريقية وهي كما يزعمون مدينة جرجير الملك الرومي وبينها وبين القيروان سبعون ميلاً». كما ذكرها الإدريسي في كتابه نزهة المشتاق في اختراق الآفاق بقوله: «وإذ قد انتهى بنا القول في ذكر بلاد إفريقية فلنرجع الآن إلى ذكر بلاد نفزاوة فنقول إن مدينة سبيطلة كانت مدينة جرجير ملك الروم الأفارقة وكانت من أحسن البلاد منظراً وأكبرها قطراً وأكثرها مياهاً وأعدلها هواء وأطيبه ثرى وكانت بها بساتين وجنات وافتتحها المسلمون في صدر الإسلام وقتلوا بها ملكها العظيم المسمى جرجيس ومنها إلى مدينة قفصة مرحلة وبعض ومنها أيضاً إلى القيروان سبعون ميلاً».
وفي كتاب البلدان لأبي العباس اليعقوبي ذُكِرت سبيطلة على أنها «المدينة القديمة العظمى هي التي يقال لها سبيطلة، وهي التي افتتحت في أيام عثمان بن عفان، وحصرها عبد الله بن عمر بن الخطاب، وعبد الله بن الزبير، وأمير الجيش عبد الله بن سعد بن أبي سرح سنة سبع وثلاثين».
أما الحميري فقد ذكر المدينة في كتابه الروض المعطار في خبر الأقطار كالتالي: «وكان عبد الله بن سعد بن أبي سرح لما بعثه عثمان إلى أفريقيا غازياً لقي جرجير صاحب سبيطلة، وقاتله فقتله عبد الله بن الزبير وشن الغارات على سبيطلة، وأصاب الروم رعب شديد، ولجأوا إلى الحصون والقلاع، فاجتمع أكثر الروم بقصر الأجم فطلبوا من عبد الله بن سعد أن يأخذ منهم ثلاثمائة قنطار من ذهب على أن يكف عنهم ويخرج من بلادهم، فقبل ذلك منهم وقبض المال، وكان في شرطه أن ما أصاب المسلمون قبل الصلح فهو لهم وما أصابوه بعد الصلح ردوه لهم». فيها الجمال بكثرة
ويضيف نفس المصدر: "هي مدينة قمودة، على سبعين ميلاً من القيروان، وقال عريب: على مسافة يومين من القيروان، قال اليعقوبي: وهو بلد واسع فيه مدن وحصون، والمدينة القديمة العظمى هي التي يقال لها سبيطلة.

### العبادلة السبعة
استأذن عمرو بن العاص والي مصر في عهد الخليفة عمر بن الخطاب في فتح أفريقيا، إلا أنَّ الخليفة لم يستجب لطلبه. وقد أراد من وراء ذلك أن يثبِّت أقدام المسلمين في مصر وطرابلس، فلمَّا كان عهد الخليفة الراشدي عثمان بن عفان أجاب واليه على مصر، الذي تقدم بنفس الطلب، فأُوكِلَت إليه مهمَّة هذه الحملة، وانتقى الخليفة من المدينة خيرة أبناء الصحابة منهم:
| - عبد الله بن سعد بن أبي السرح - عبد الله بن الزبير | - عبد الله بن العباس - عبد الله بن جعفر بن أبي طالب | - عبد الله بن عمر بن الخطاب - عبد الله بن مسعود | - عبد الله بن عمرو بن العاص |

ولذلك تُعرَف الحملة أيضًا بغزوة العبادلة السبعة. وهي معركة قامت ما بين المسلمين والروم في القرن الهجري الأول في عهد الخليفة عثمان بن عفان، وقد انتصر المسلمون فيها انتصارًا ساحقًا على الروم، حيث ذكر بعض المؤرخين أن عبد الله بن سعد غزا إفريقية في جماعة من الصحابة، فلقي جرجيرًا في سُبيطلة، وهي مدينة على سبعين ميلًا من القيروان، فقتل جرْجيرًا وهو في مائة ألف، وصالح ابن أبي سرحٍ أهل الحصون وأهل المدائن على مائة ألف رطل من الذهب.
في القرن العشرين، كانت مدينة سبيطلة من المدن التونسية التي وقعت تحت سيطرة الفوج 66 للمشاة الفرنسية، إثر إنزال سريته الأولى في القصبة في تونس العاصمة في 10 سبتمبر 1881.

### الحرب العالمية الثانية

مسرح أحداث الحملة العسكرية في تونس 1942-1943.

عاشت سبيطلة مثل مختلف مدن ولاية القصرين مواجهات بين جيش ألمانيا النازية والجيش الأمريكي أثناء الحرب العالمية الثانية في شمال أفريقيا في ما يعرف بحملة تونس، تحت قيادة الجنرال الألماني إرفين رومل من ناحية والجنرال الأمريكي لويد فردندال من ناحية أخرى. دارت أحداث هذا الصراع في ما يعرف بمعركة القصرين بين التاسع عشر والخامس والعشرين فيفري 1943. في 16 فيفري 1943، وبعد فوزهم على الجيش الأمريكي، هاجمت فرق البانزر 21 للجيش الألماني سبيطلة.

### الثورة التونسية
أثناء الثورة التونسية، شهدت مدينة سبيطلة احتجاجات واسعة ومصادمات مع الأمن حتى تاريخ هروب الرئيس التونسي السابق زين العابدين بن علي. وفي شهر جويلية من نفس السنة، كانت المدينة مسرحا لأعمال عنف دارت بين أهالي المدينة وقبيلة الهرارة من أحد الأرياف المجاورة. وأدت أعمال العنف إلى جرح 17 شخصا، ولم يُحسم النزاع إلا بتدخل الجيش من ثكنة الهادي خفشة التابعة للمدينة، وأعلنت على إثرها وزارة الداخلية حالة حظر تجول في المدينة. بعد الثورة، شهدت المدينة العديد من الاحتجاجات وتدخلات للأمن.
على إثر نتائج الانتخابات الرئاسية التونسية 2014 شهدت مدينة سبيطلة مثل بعض مدن الجنوب احتجاجات تمركزت أساسا في حي السرور. كما حاول المحتجين حرق مقر الحزب نداء تونس، وأدت الاحتجاجات إلى تدخل الجيش لحماية المؤسسات الحكومية.

## الجغرافيا
مدينة سبيطلة هي مركز معتمدية سبيطلة التي تمتد على مساحة 1133.5 كلم2. وتبعد المدينة عن مركز ولاية القصرين التابعة لها مسافة 32.7 كلم، عبر الطريق الوطنية رقم 13. و260 كلم عن تونس العاصمة.

محطة السكة الحديدية.

### خصائص التربة والمناخ
تتكون أراضي سبيطلة بصفة عامة من أراضٍ خصبة دوبالية، وأراضي تراسبات، وأراضٍ دوبالية عضوية، وأراضٍ كلسية. كما تتميز كأغلب مناطق الجهة بمناخ شبه جاف.

### النقل
تعتمد مدينة سبيطلة بالأساس على الخواص عبر سيارات الأجرة اللواج  للنقل بين المدن، وبنسبة أقل على الشركة الجهوية للنقل بالقصرين مدعومة بالشركة الوطنية للنقل بين المدن. في حين تتكفل شبكة من سيارات تاكسي بتيسير التنقل في المدينة.
كما ترتبط مدينة سبيطلة بشبكة السكك الحديدية منذ مطلع القرن الفارط. حيث قامت شركة بون-قالمة للسكك الحديدية بفتح الخط سبيطلة-جلمة في 15 جوان 1908، ويمتد على طول 28.2 كيلومتر، والخط سبيطلة-القصرين-هنشير السواطير في غرّة ديسمبر 1909، والذي يتمد على طول 124 كيلومتر.

## التوزع الديمغرافي
تنقسم معتمدية سبيطلة إلى 14 عمادة وفي ما يلي توزع السكان والأسر والمساكن في مدينة سبيطلة حسب إحصائيات سنة 2004. ويعتبر حي السرور بشقيه الشرقي والغربي أكثر المناطق العمرانية اكتظاظًا بالسكان، رغم تهميشه، خاصة من ناحية البنية التحتية والخدمات.
| العمادة | ذكور | إناث | المجموع | الأسر | المساكن |
| ------- | ---- | ---- | ------- | ----- | ------- |
| سبيطلة  | 6096 | 5933 | 12029   | 2550  | 2892    |

## الاقتصاد
يتركز في مدينة سبيطلة معمل الورق الرهيف الذي يعد المصدر الأول لهذا المنتوج في تونس، بالإضافة إلى إنتاجها المتميز للزيتون واللوز. وبالرغم من وفرة الموارد المائية في معتمدية سبيطلة، فإن المساحات السقوية بقيت محدودة ولا تتعدى 2930 هكتار.
| المساحات القابلة للري (هك) | المساحات القابلة للري (هك) | المساحات القابلة للري (هك) | المساحات السقوية (هك) | المساحات السقوية (هك) | المساحات السقوية (هك) | نسبة الاستخدام (%) | نسبة الاستخدام (%) | نسبة الاستخدام (%) | نسبة التكثيف (%) | نسبة التكثيف (%) | نسبة التكثيف (%) |
| حكومي                      | خاص                        | مجموع                      | حكومي                 | خاص                   | مجموع                 | حكومي              | خاص                | مجموع              | حكومي            | خاص              | مجموع            |
| -------------------------- | -------------------------- | -------------------------- | --------------------- | --------------------- | --------------------- | ------------------ | ------------------ | ------------------ | ---------------- | ---------------- | ---------------- |
| 992                        | 2374                       | 3366                       | 794                   | 2136                  | 2930                  | 80                 | 100                | 90                 | 110              | 111              | 111              |

### النفط والموارد المائية
سبيطلة هي إحدى أكبر الجهات المنتجة للنفط، بل وكذلك الماء. منذ عدة سنوات ظلت منطقة سبيطلة تضخُّ هاتين المادتين الحيويتين انطلاقا من حقل الدولاب ومن عيونها السطحية والعميقة عبر قنوات تمتدّ إلى صفاقس، وبالرغم من ذلك لا يوجد مسبح بلدي في المدينة.

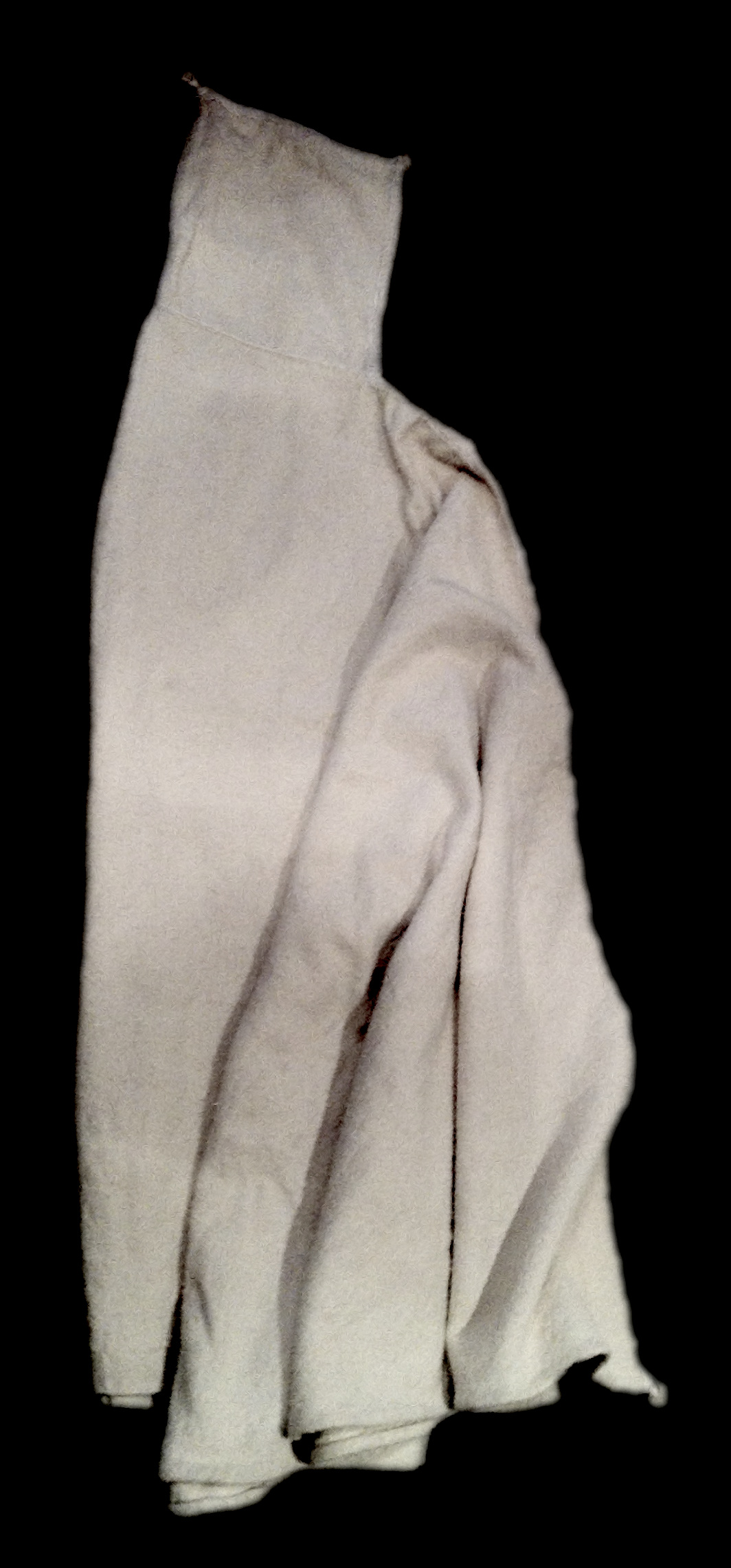
برنوس تونسي أبيض.

يقع حقل الدولاب وصمامة في معتمدية سبيطلة من ولاية القصرين على بعد قرابة 40 كيلومترًا شمال مدينة القصرين، في منطقة جبلية ارتفاعها 1000 متر، وهو تحت إشراف شركة البحث عن النفط واستغلاله بالبلاد التونسية. إنطلق الإنتاج في حقل الدولاب في 12 أفريل 1968 وينتج 230,000 برميل سنويًّا، وبلغت الكمية القصوى المنتجة سنة 1974، 1200 متر مكعب يوميًّا. يتكون الحقل من:
- 4 آبار منتجة بالدولوميت مجهزة بمضخات كهربائية مغمورة.
- 4 آبار منتجة بالكلس مجهزة بمضخات متأرجحة.
- 3 آبار منتجة بالصخر الفيراكوني مجهزة بمضخات متأرجحة.
- 1 بئر للحقن بالكلس.
- 1 بئر للحقن بدولوميت مياه الإنتاج.[6]

وتحيط بمدينة سبيطلة غابات من شجر الزيتون واللوز، وبها أربعة معاصر لزيت الزيتون.

### الصناعات التقليدية
مثل باقي مدن الوسط الغربي، تنتشر في سبيطلة تربية الماشية وهو ما يوفر إنتاجية مرتفعة للصوف والصناعات التقليدية المرتكزة على هذه المادة مثل صناعة الزربية والبطانية والبرنوس. وهي صناعات تقليدية منتشرة نظرًا لقلَّة تكلفتها، وتوفِّر مورد رزق للعديد من سكان المنطقة.

## السياحة
تعتبر سبيطلة من أشهر المدن الأثرية في تونس نظرًا لتعاقب الحضارات عليها، وساهم موقعها الأثري بالإضافة إلى مهرجانيها الدولين السنوين ومركبها السياحي الكابيتول في تنشيط الحركة السياحية وإستقطاب أعداد متزايدة من الزائرين الأجانب. وفي 21 جانفي 2015، تنظم ملتقى البلديات السياحية والمندوبين الجهويين للسياحة من أجل محيط نظيف. أشرف عليه كل من لطفي بن جدو وزير الدّاخلية وأمال كربول وزيرة السياحة، وفازت فيه بلدية سبيطلة بجائزة بقيمة 50 ألف دينار. وهو تكريم من شأنه دعم النشاط السياحي في المدينة.

### الموقع الأثري
هو أول موقع مزود بإضاءة حركية وبمنظومة إرشادات متكاملة.هو أول موقع مزود بإضاءة حركية وبمنظومة إرشادات متكاملة. ويضم العديد من الآثار الرومانية والبيزنطية التي وقع ترميم أغلبها، وهي تحت رعاية المعهد الوطني للتراث، الذي يشرف في مدينة سبيطلة على 12 من مجموع البناءات الأثرية المدرجة في ولاية القصرين.
ويُعتبر قوس دقلديانوس المعلم الأثري المميز للمدينة وهو قوس النصر تم تشيده كهدية لأباطرة الرباعي الأول في الحقبة الرومانية. والذي أسسه الإمبراطور الروماني ديوكلتيانوس، في أواخر القرن الثالث لمجابهة هجمات الأمازيغ المتكررة والتي يصعب مواجهتها من قبل رجل واحد. عُرف الرباعي الأول بهيمنة ديوكلتيانوس لذلك سمي هذا المعلم الأثري باسمه.
- الآثار الرومانية
  - قوس ديوكلتيانوس
  - الحمّامات العمومية
- الآثار البيزنطية
  - كنيسة بيلاتور
  - كنيسة فيتاليس
  - كنيسة جيكوندوس
  - كنيسة سرفوس
  - كنيسة القديس جيرفاس، بروتاز وتريفون.

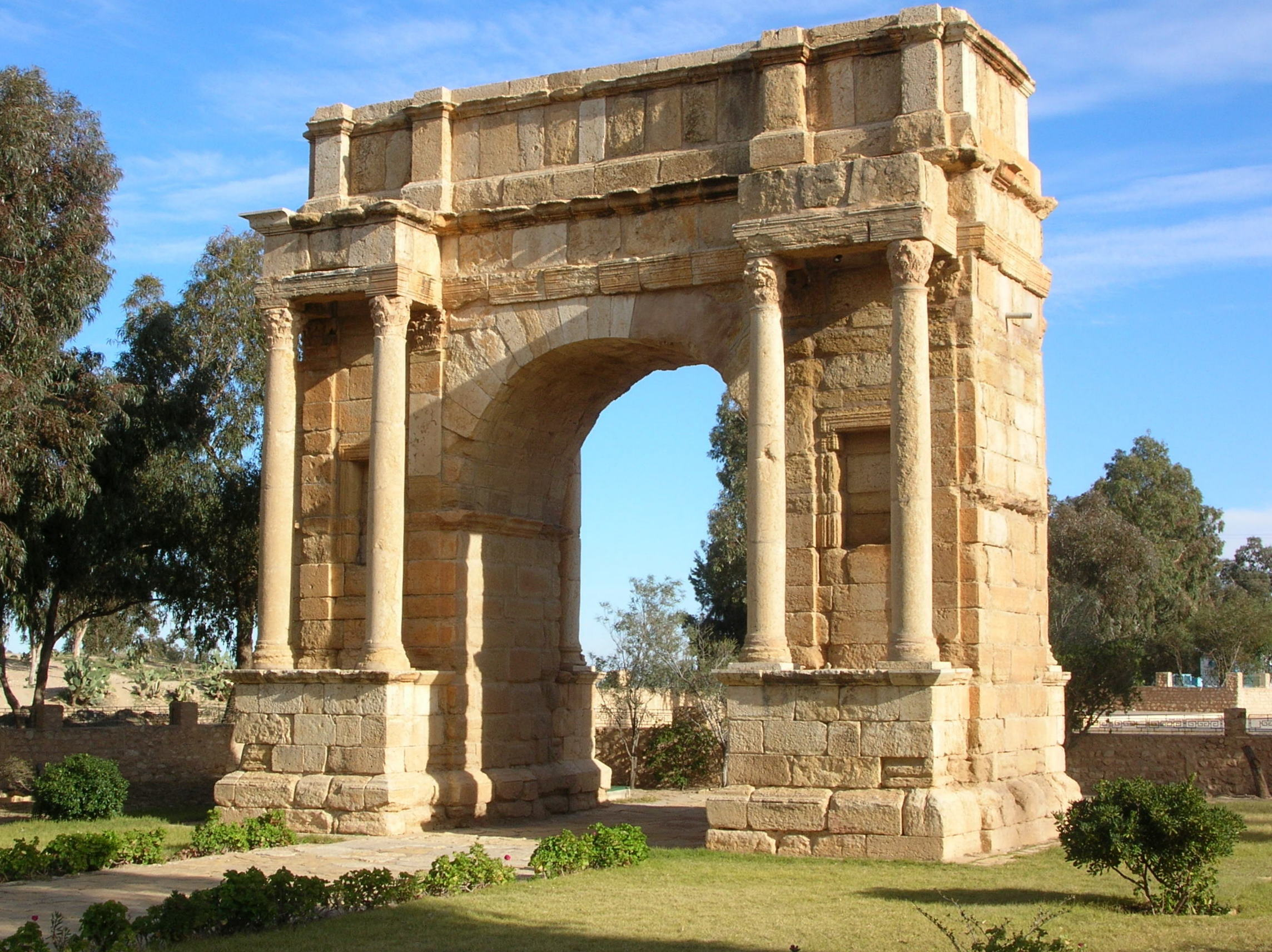
قوس دقلديانوس
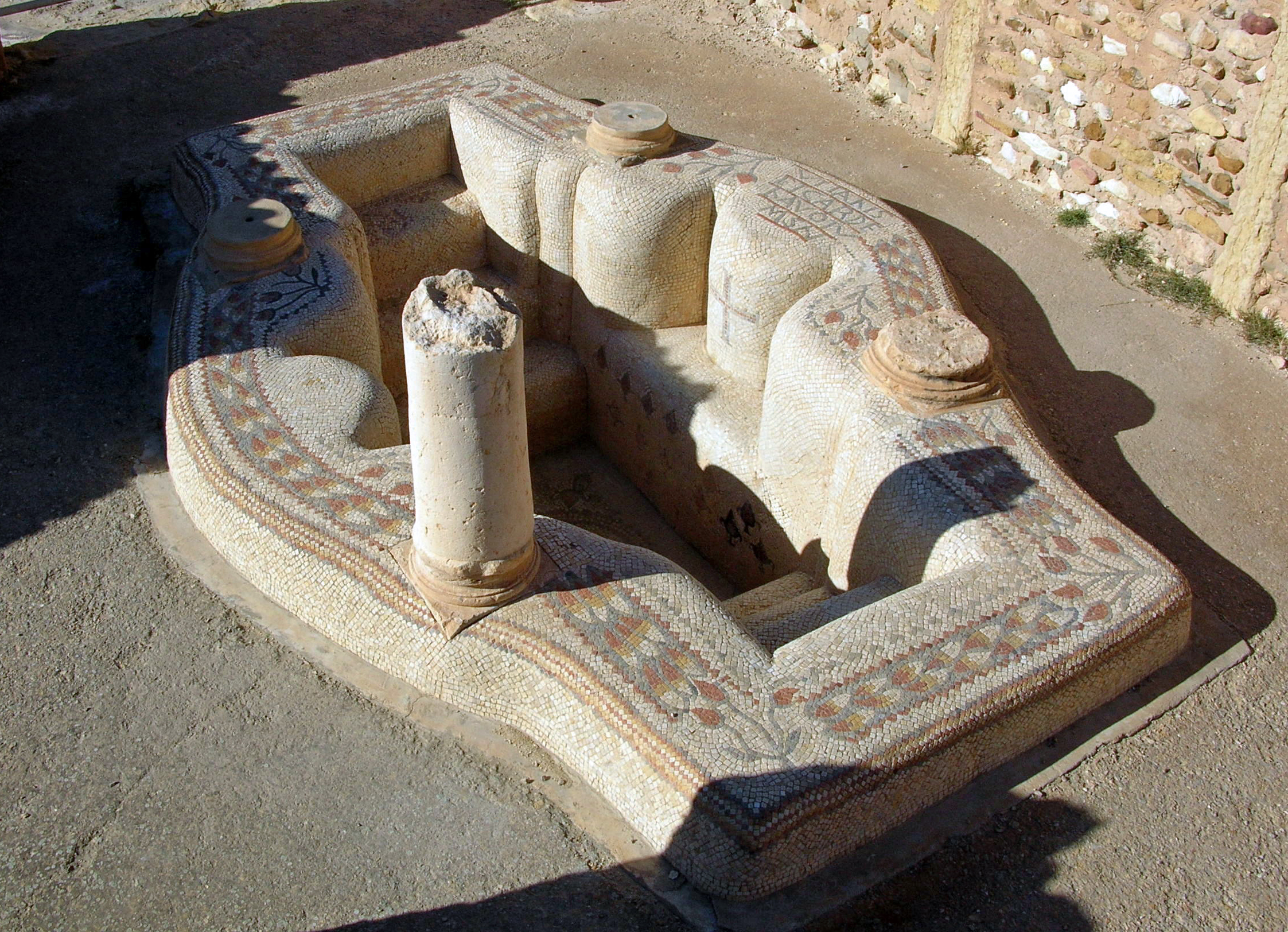
حوض المعمودية لكنيسة فيتاليس.
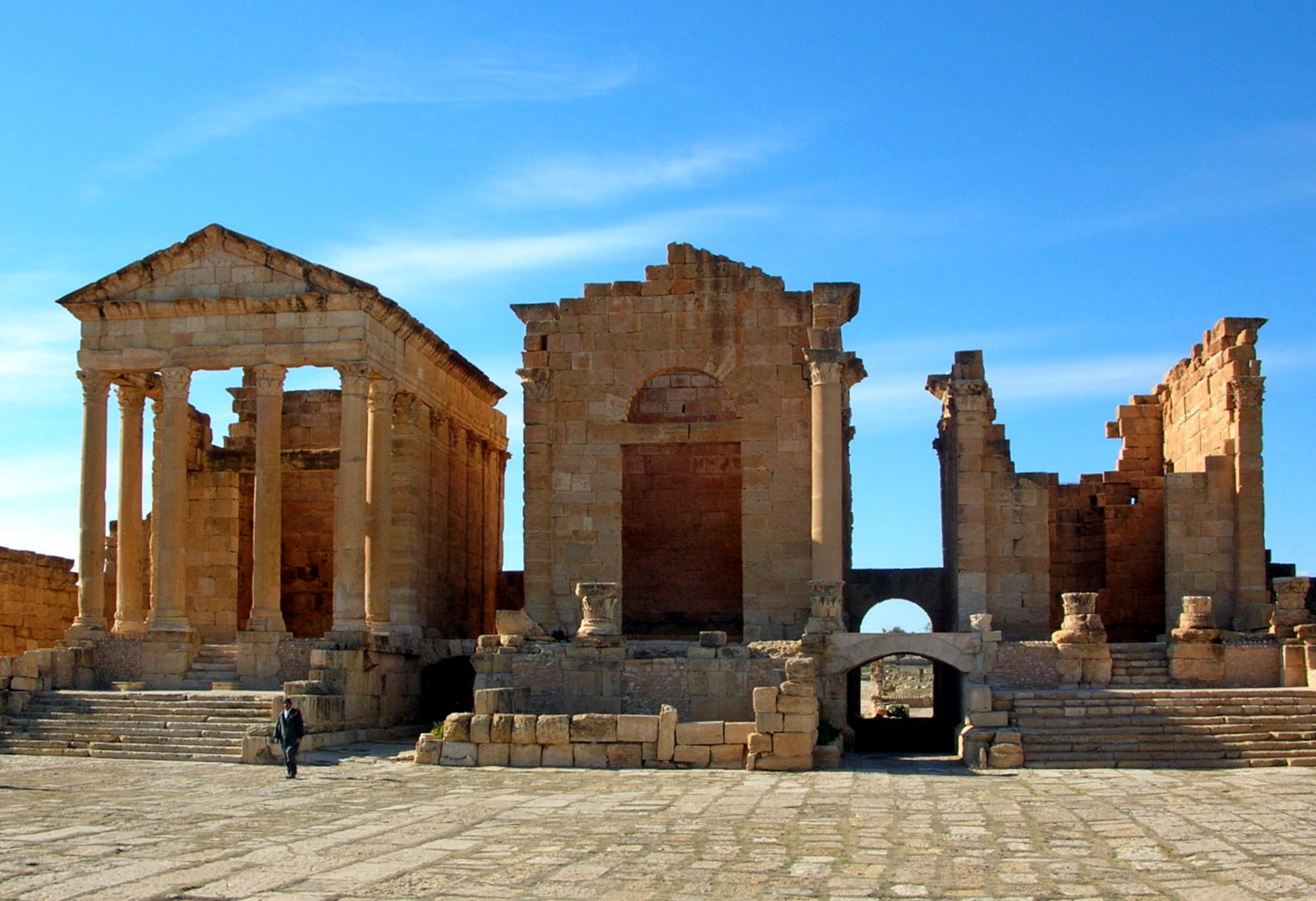
معابد الكابيتول
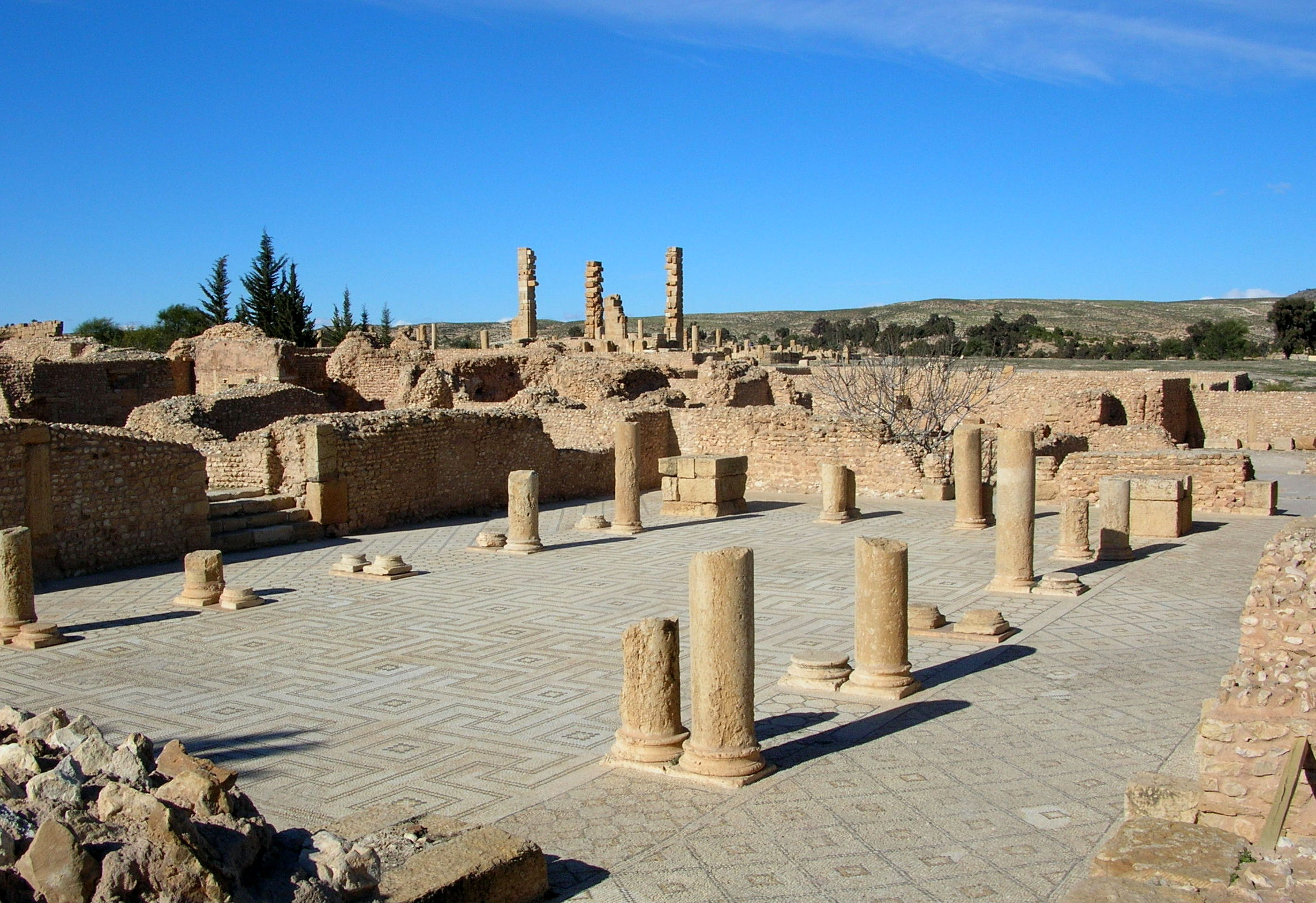
الحمّامات العمومية
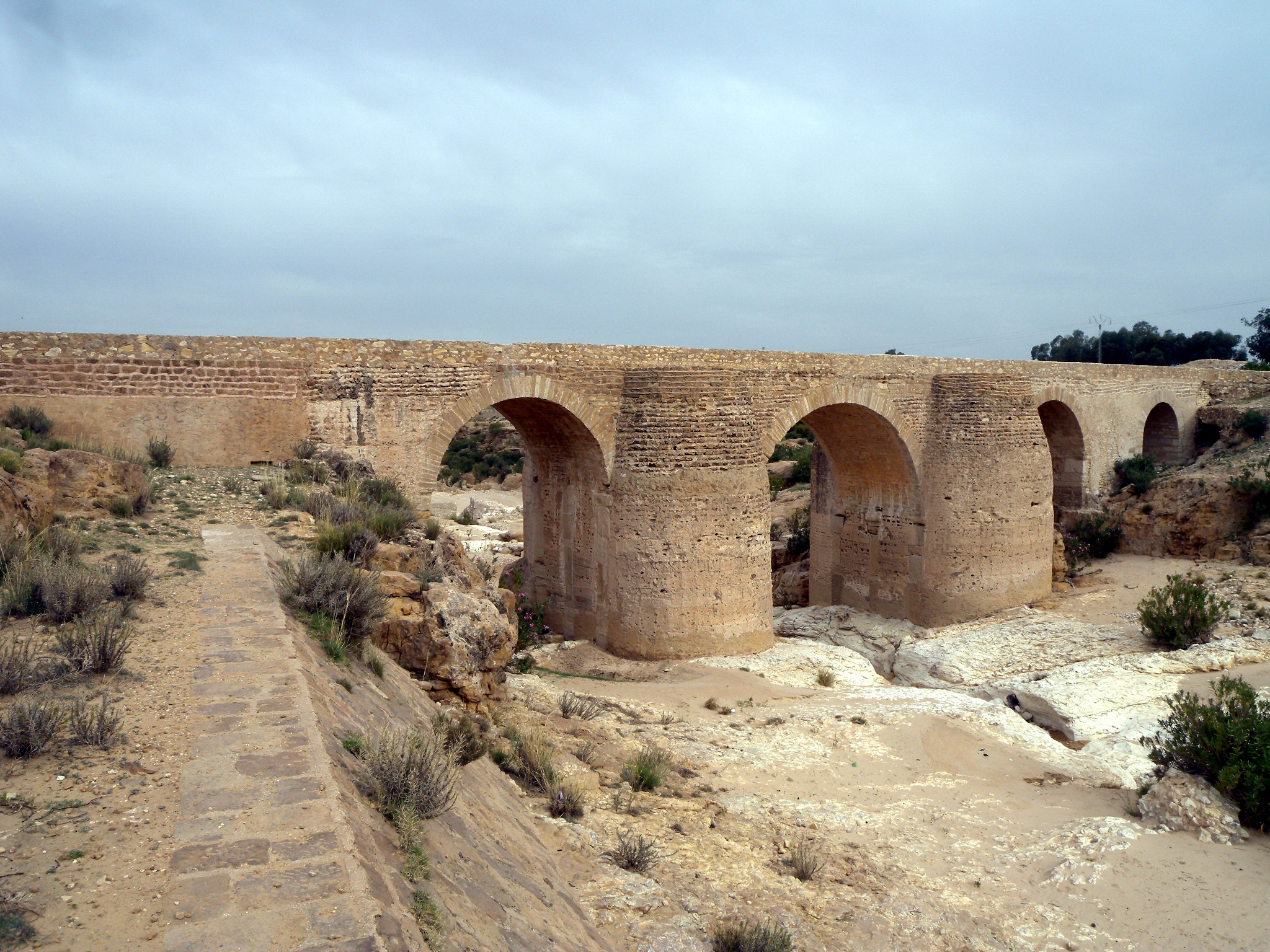
الجسر
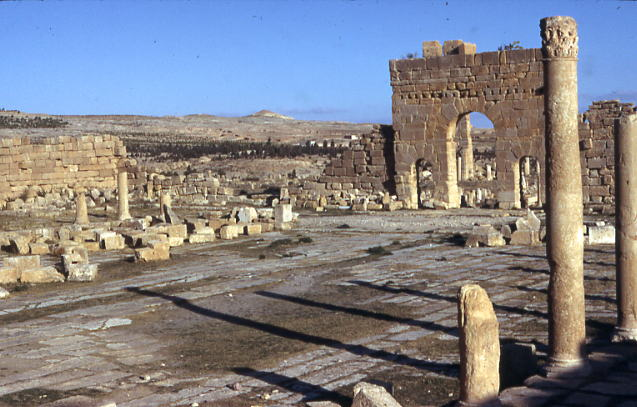
المنتدى الأثري
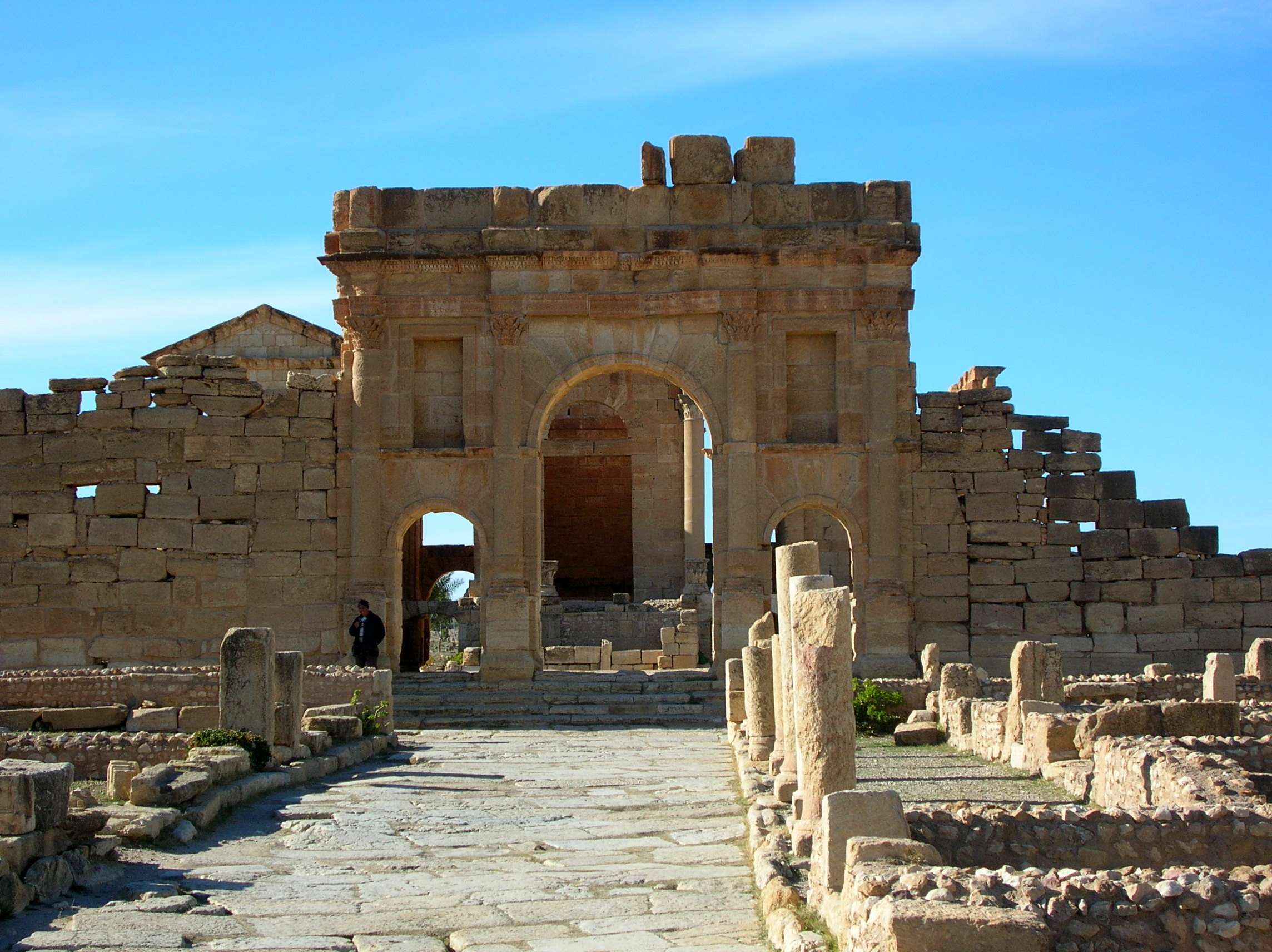
قوس أنطونيوس بيوس
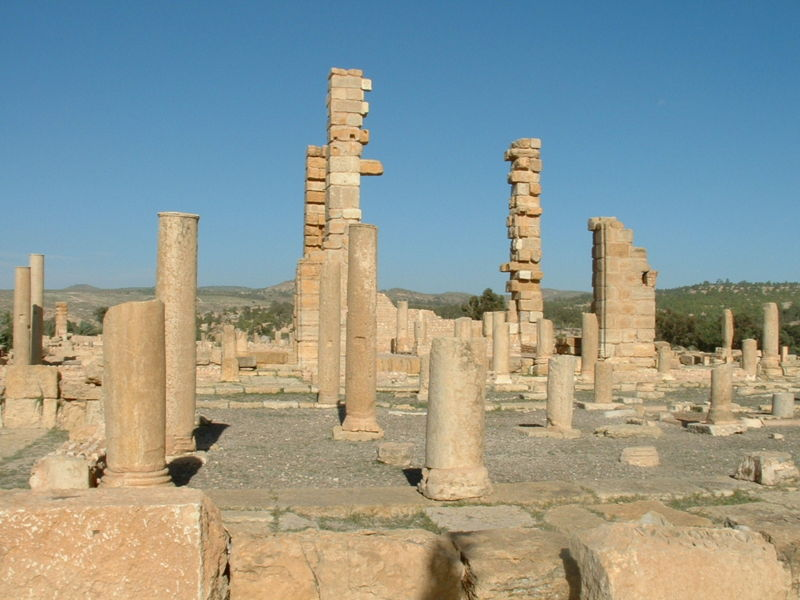
كنيسة سيرفيس
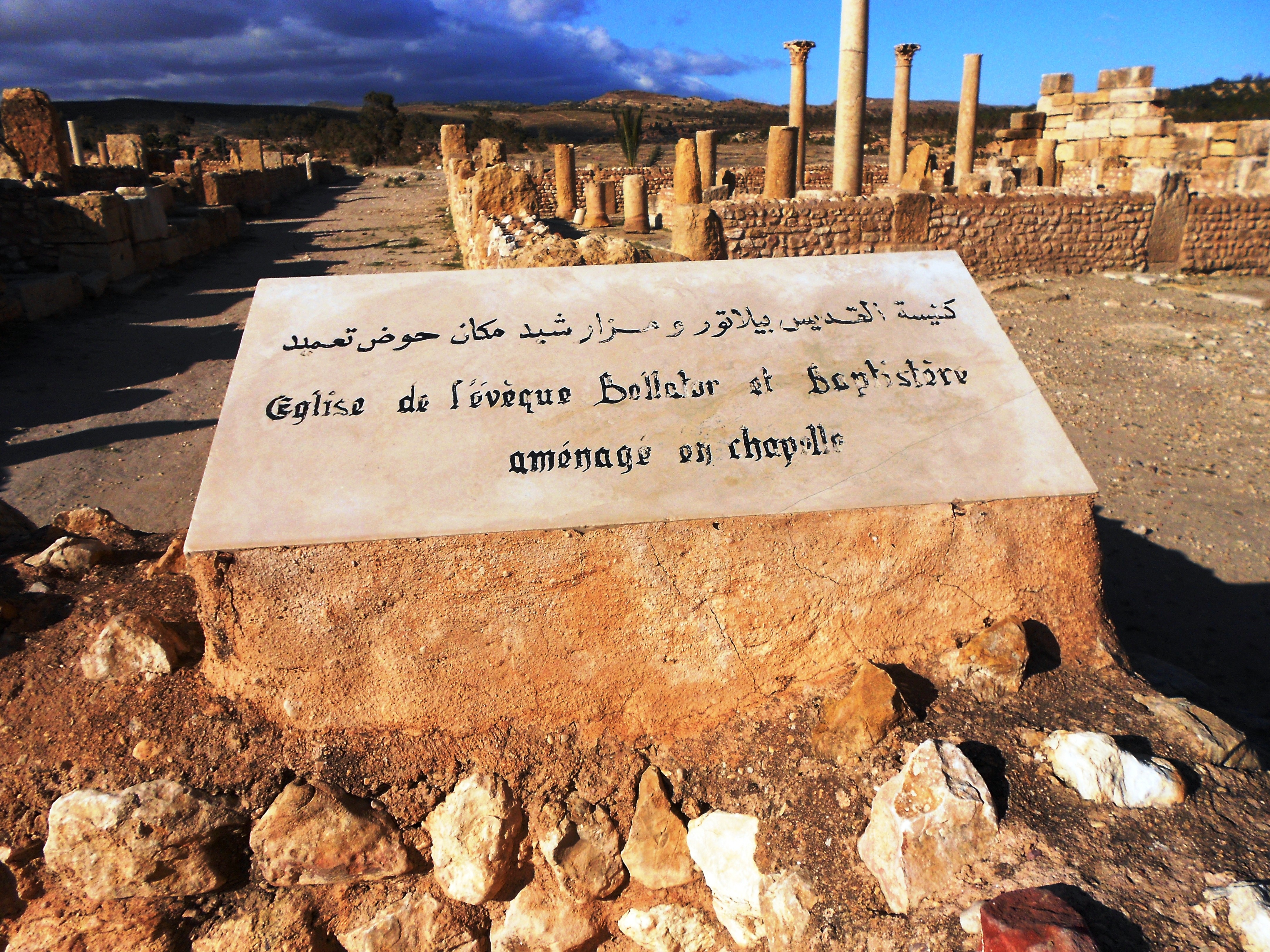
كنيسة بيلاتور
المتحف الأثري بسبيطلة

### المتحف الأثري
يشتمل متحف سبيطلة على أربع قاعات عرضت داخلها قطع أثرية تصوِّر مختلف جوانب الحياة اليومية منذ عصر ما قبل التاريخ إلى التاريخ الإسلامي، كما توجد فيه صور شمسية تمثل مواقع أو معالم موجودة بالمنطقة.

## الثقافة

### المهرجانات

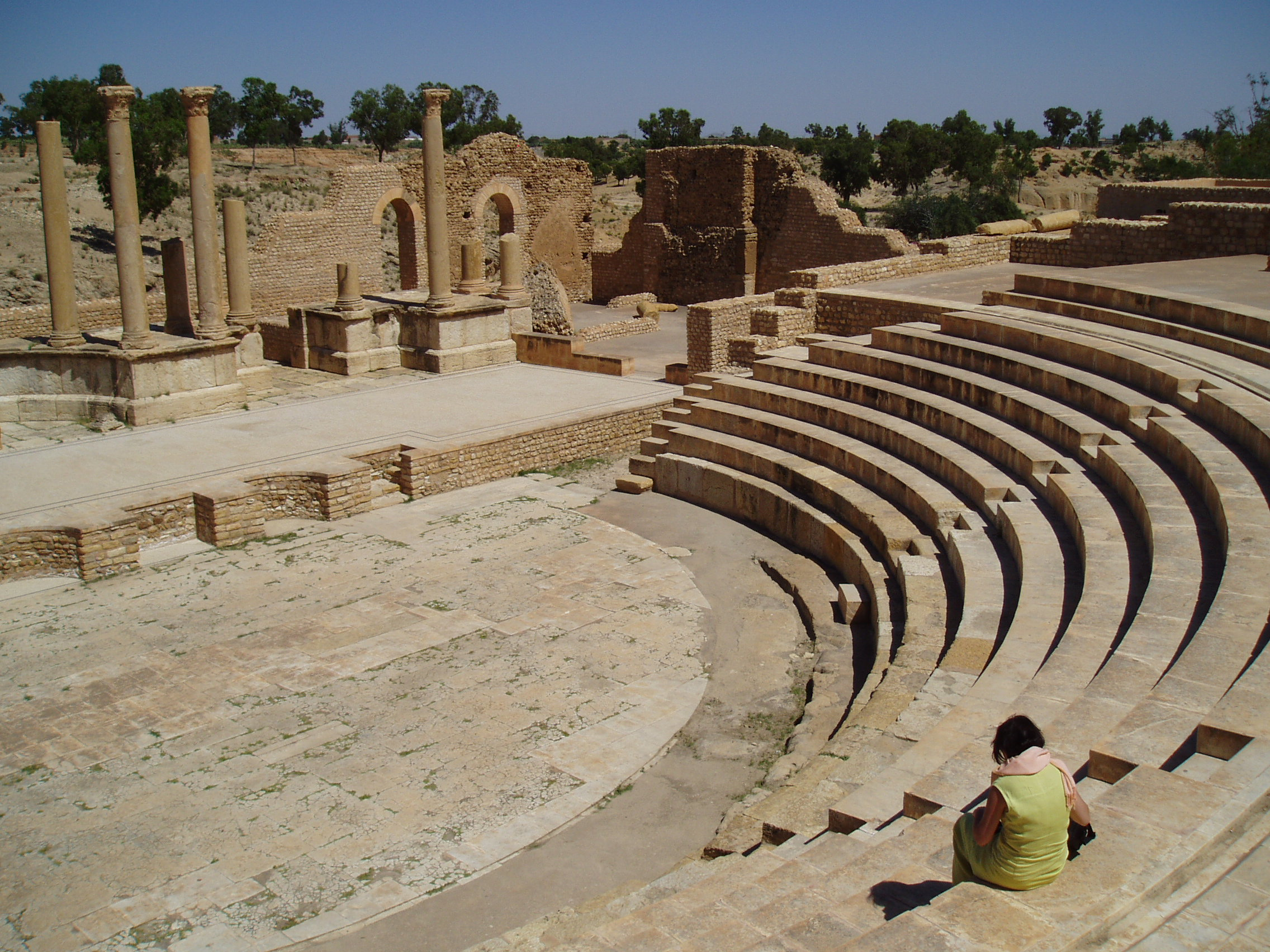
المسرح الروماني في الموقع الأثري بسبيطلة.

تتميز مدينة سبيطلة بنشاط ثقافي متميز يهدف للتعريف بها وتوفير أنشطة ترفيهية. من أبرز الفعاليات الثقافية التي تحتفي بها المدينة نجد مهرجان العبادلة الأثري الذي اتخذ صيغته الدولية منذ سنة 2013، ومهرجان ربيع سبيطلة الدولي.
- مهرجان العبادلة الأثري الدولي

البوستر الدعائي للدورة الثالثة عشر لمهرجان ربيع سبيطلة الدولي.

تأسس المهرجان سنة 1980، واتخذ طابعه الدولي سنة 2013، وبالرغم من ذلك لا يزال المهرجاني يعاني من تقصير وزارة الثقافة، حيث تخصص له ميزانية 80 ألف دينار تونسي. وهو مبلغ غير كاف لتمكين إدارة المهرجان من توفير عروض فرجوية متميزة لجماهير المهرجان، وتكتفي بتقديم عروض في إطار التبادل الثقافي.
- مهرجان ربيع سبيطلة

تنتظم بسبيطلة سنويًا فعاليات مهرجان ربيع سبيطلة الدولي من 30 أبريل إلى 3 ماي. ويُعرّف الشاعر عدنان الهلالي مدير سابق ومؤسس مهرجان سبيطلة الدولي على أنه مهرجان أسسه شبّان المدينة حبًّا في مدينتهم، سفيطلة القلعة الغابرة التي كاد يطويها النسيان في العهود الماضية رغم أنها كانت بوابة الفتح العربي الإسلامي في شمال أفريقيا، ومنها دخل العبادلة السبعة إلى بلاد الأمازيغ التي كان يحتلها الروم سنة 647 ميلادية، وهو فكرة لتكريم المدينة تطورت إلى مهرجان له شخصيته وطابعه الخاصّان. وتدور جل فعاليات المهرجان في المسرح الروماني.
- عيد الرعاة

كما تحتفل منطقة الوساعية التابعة لمدينة سبيطلة سنويًّا بعيد الرعاة منذ سنة 2011. وهي تظاهرة من تنظيم فريق المركز الثقافي الجبلي بالوساعية، ويتم فيها تكريم الرعاة في أجواء احتفالية. عرفت هذه التظاهرة الفريدة نجاحًا لافتًا في دورتيها السابقتين 2011 و2012، إذ تميَّزت فقراتها بالتلقائية والبساطة التي تطبع حياة الرعاة فكانت سهرات الناي تحت بيوت الشعر والأهازيج الجبلية الأصيلة في الموعد، وخرج الصحافيون والضيوف إلى جبل سمامة مع القطعان، حيث انتظمت احتفاليات رائقة في أغوار الجبل.

## التعليم
من أبرز المؤسسات التعليمية الجامعية وأقدمها بسبيطلة المعهد الأعلى لتكوين المعلمين، حيث فتح المعهد أبوابه في 15 سبتمبر 1988 باسم مدرسة ترشيح المعلمين، تم بمقتضى القانون عدد 98 لسنة 1991 والمتعلق بقانون المالية لسنة 1992 وخاصة الفصل 98 منه تحويل اسمه لما يعرف به اليوم. وبلغ عدد طلبته 325 في السنة الدراسية 2003-2004.
ثم تم غلق المعهد وتعويضه بالمعهد العالي للدراسات التطبيقية في الإنسانيات، وهو تابع لجامعة القيروان. تأسَّس المعهد سنة 2007 ويختص في الآداب والعلوم الإنسانية. بلغ عدد طلابه 1200 طالب وطالبة، حسب إحصائيات سنة 2009.
ويساهم المعهد في تنشيط الحركة الثقافية في المدينة، حيث انتظم الملتقى العلمي الدولي الأول حول تعدد الثقافات وحواراتها بقاعة الاجتماعات بالمعهد، وهو أول تظاهرة علمية عالمية تشهدها ولاية القصرين، حيث شارك فيها ضيوف من الجزائر وفرنسا وأمريكا. واختير لهذا الملتقى عنوان تعدد الثقافات وحواراتها. كما توجد بمدينة سبيطلة مدرستان إعداديَّتان وثلاثة معاهد ثانوية ومركز قطاعي لتكوين مهن الخدمات ومركز تكوين مهني للحرف.
تضم المدينة مكتبة العبادلة العمومية، والتي وقع تأسيسها في جوان 2006، وتحتوي على قاعة إعلامية وقاعتي مطالعة تتسع كل منهما لثمانية وأربعون مقعدا.

## الرياضة

شعار الاتحاد الرياضي بسبيطلة.

ينشط في المدينة الاتحاد الرياضي بسبيطلة الذي تأسس سنة 1962. وينتمي إلى بطولة الرابطة الثالثة مجموعة الوسط. ينشط النادي في ملعب سبيطلة وهو متواجد أمام معهد الآثار وقرب الموقع الأثري. وهو ملعب غير معشب ويتكون من مدرج واحد. يترأس الفريق في الموسم الحالي (2013-2014) كريم الهاني ويدربه ونيّس بوزيدي. وتتميز تشكيلة الفريق بقوة خط الهجوم ممَّا جعله يتصدر الترتيب في المجموعة، حتى تمكن من الصعود إلى الرابطة المحترفة الثانية لكرة القدم، والالتحاق بالمجموعة أ.
في 9 جوان 2013 ترشَّح الفريق لأول مرة في تاريخه للمربع الذهبي لكأس تونس بعد إزاحته فريق الملعب التونسي العريق والحائز علي الكأس ست مرات سابقه، حيث تغلَّب عليه بركلات الترجيح في دور الثمانية بعد انتهاء اللقاء بالتعادل بفضل ركلات الترجيح (4-2).
ترشح الاتحاد عدة مرات لنهائيات كأس الرابطة للهواة والبروموسبور دون أن يفوز به. وفي الموسم 2013-2014، ترشح النادي للدور النهائي بعد فوزه على شبيبة سكرة بنتيجة 2-1، ثم فاز للمرة الأولى في تاريخه بالكأس إثر تغلبه على مولدية منوبة في ملعب المنزه، في 25 جوان 2014. انتهت المبارات بالتعادل السلبي مما استوجب الالتجاء إلى الركلات الترجيحية التي كانت نتيجتها لصالح سبيطلة (3-2)، وفاز النادي بمبلغ 40 ألف دينار تونسي.
كما ينشط في المدينة الجمعية النسائية لكرة القدم بسبيطلة، التي تأسست سنة 2003 ولها فرعان كبريات وصغريات وتنشط في الرابطة الثانية وتترأس السيدة رجاء الدريدي ولديها 40 مجازة.
يعاني فريق الجمعية النسائية من عراقيل بالجملة أبرزها غياب كلي للموارد المالية القارة وافتقاره إلى ملعب يمكنه من ممارسة نشاطه في ظروف طيبة وهو ما ساهم في تعطيل مسيرته نحو الصعود إلى الرابطة الأولى كما أن الموارد المالية المتأتية سواء من جامعة كرة القدم أو من وزارة الشباب والرياضة أو من البلدية والولاية متواضعة ولا تفي بالحاجة.
من أبرز نتائج الفريق في كأس تونس لكرة القدم النسائية كانت المرتبة الثالثة بالنسبة للكبريات والثانية بالنسبة للصغريات في بطولة القسم الثاني.

## أعلام المدينة

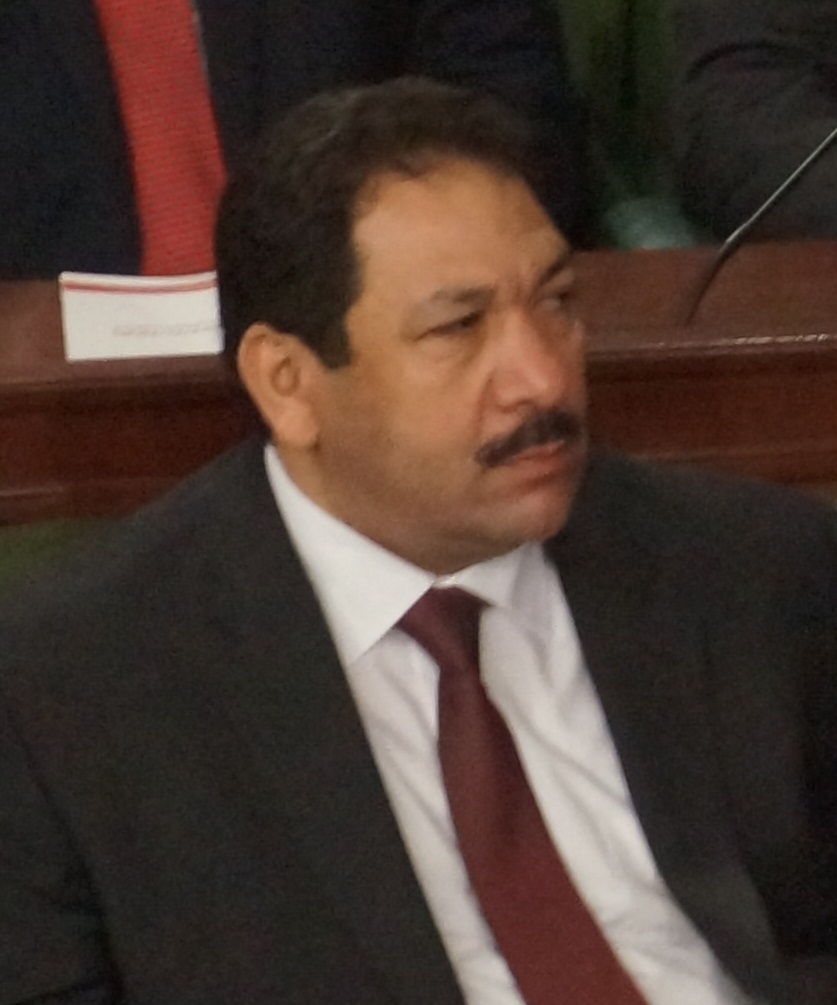
لطفي بن جدو وزير الداخلية في حكومة علي العريض.

- علي بن غذاهم هو ثوري تونسي من قبيلة ماجر بولاية القصرين قاد ثورة ضد الحكومة التونسية سنة 1864.[39]
- الأمين المولاهي ولد في 20 أوت 1961 هو جامعي وسياسي تونسي، شغل منصب كاتب الدولة لوزارة الصحة العمومية في حكومة محمد الغنوشي 2[40] ثم في حكومة الباجي قائد السبسي.[41]
- منجي سوسي زروقي ولد في 24 فبراير 1936 هو لاعب قوى سابق تونسي. بطل وطني في الستينات مثل تونس في الألعاب الأولمبية 1960.[42]
- لطفي بن جدو وزير الداخلية في حكومة علي العريض.[43]
- عدنان الهلالي شاعر وممثل ومؤسس ومدير مهرجان ربيع سبيطلة الدولي.[24]
- بن العيد، ولد في 9 يناير 1980 هو مهندس ومبرمج، وكاتب.

## وصلات خارجية
- آثار سبيطلة الرومانية
- موقع سبيطلة في دليل مدن العالم